# ایشپرینگن
ایشپرینگن (به آلمانی: Ispringen) یک شهر در آلمان است که در انتسکرایس واقع شده‌است. ایشپرینگن ۶٬۰۴۱ نفر جمعیت دارد.